# Tranzistor unipolar

Terminalele de legătură și zonele dopate (verde) la un tranzistor FET cu canal n

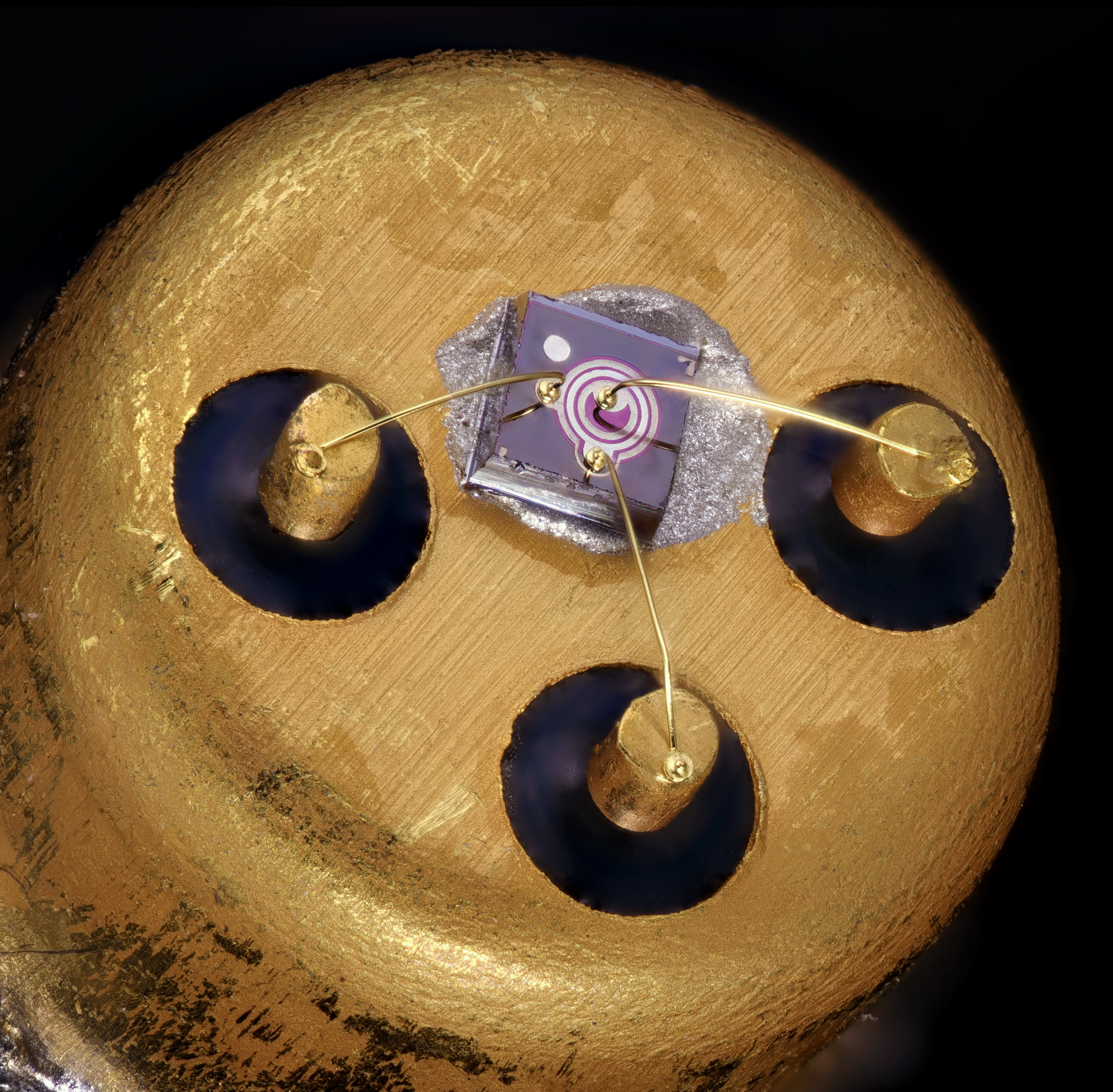
ROS02 N-Channel Depletion MOSFET fabricat la ICCE (Institutul de Cercetări pentru Componente Electronice) 1980s

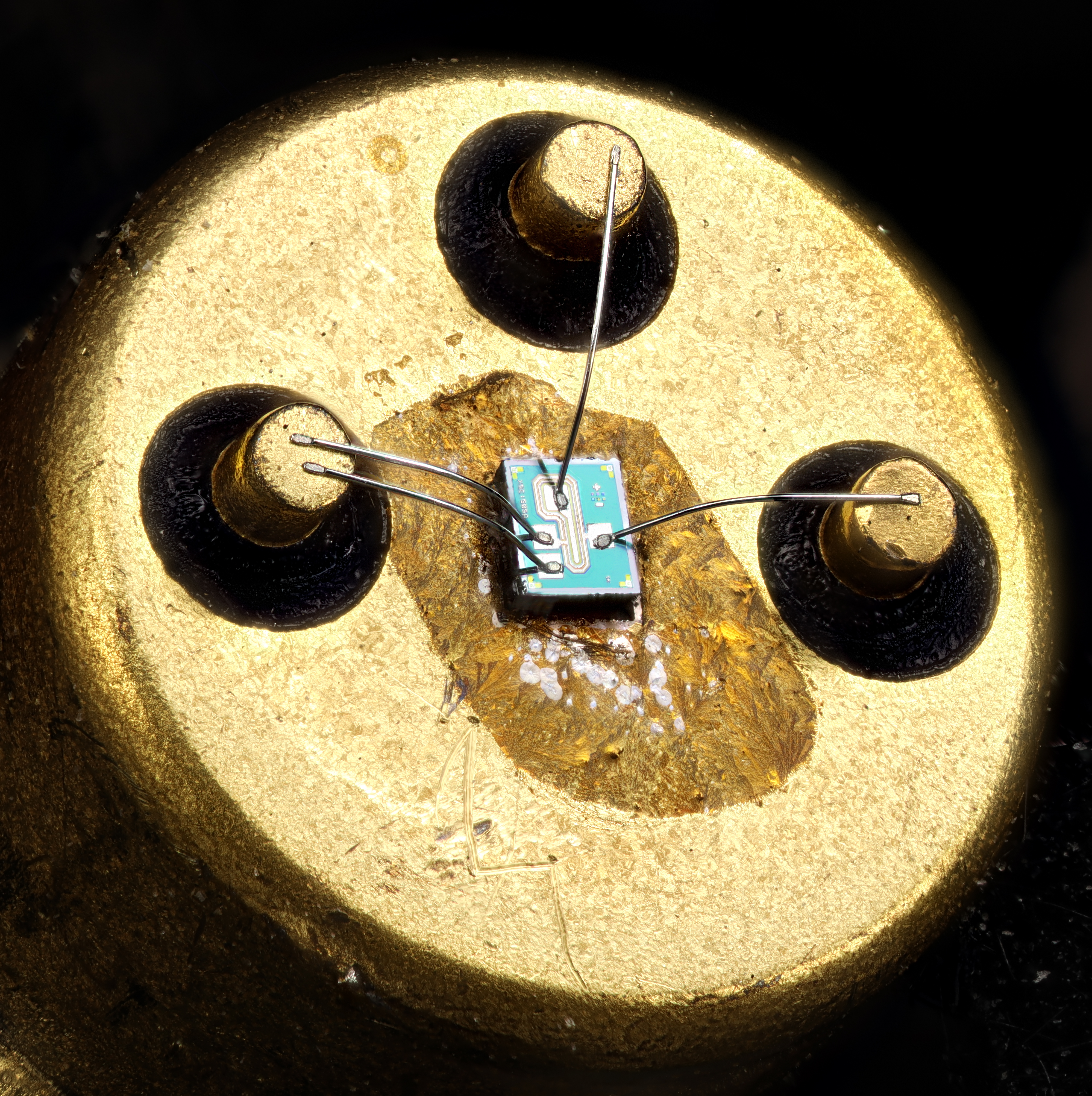
SD211 Lateral D-MOS FET, fabricat de Signetics

Tranzistorul cu efect de câmp (prescurtat TEC; în engleză field effect transistor, FET) este un dispozitiv electronic semiconductor folosit pentru a comanda valoarea curentului electric dintr-un circuit. Funcționarea lui se bazează pe modificarea conductibilității unui canal realizat într-un material semiconductor prin aplicarea unui câmp electric de comandă. Întrucît conducția electrică este asigurată de un singur tip de purtători electronici de sarcină, asemenea dispozitive se numesc și tranzistoare unipolare.
Variația conductibilității canalului, accesibil prin terminalele numite sursă și drenă, se realizează prin aplicarea unei tensiuni între un al treilea terminal numit poartă sau grilă și substratul dispozitivului, astfel realizându-se, modificarea dimensiunii transversale a canalului semiconductor sau a concentrației de purtători electronici din acesta.
Există mai multe tipuri de tranzistoare unipolare, în funcție de modul de realizare a grilei. Cele mai frecvente configurații sunt:
- o joncțiune invers polarizată, în tranzistoarele numite TEC-J sau JFET  (J înseamnă joncțiune), unde curentul de grilă are valori de ordinul zecilor de nanoamperi;

- o grilă izolată, în tranzistoarele TEC-MOS sau MOS-FET (MOS denumește structura metal-oxid-semiconductor), cu un curent de grilă de ordinul zecilor de picoamperi.

În raport cu tranzistoarele bipolare, tranzistoarele cu efect de câmp au avantajul unei impedanțe de intrare mari, întrucît curentul de grilă (de comandă) este mult mai mic. În plus, tehnologia de fabricație este mai simplă și în circuitele integrate de pe cip ocupă o arie mai mică.

## Istoric
Conceptul de tranzistor cu efect de câmp (FET) a fost brevetat pentru prima dată de fizicianul austro-ungar Julius Edgar Lilienfeld în 1925 și de Oskar Heil în 1934, dar nu au putut construi practic un dispozitiv semiconductor bazat pe aceste concepte.
Efectul de amplificare al tranzistorului a fost observat și explicat mai târziu de John Bardeen și Walter Houser Brattain în timp ce lucrau sub William Shockley la Bell Labs în 1947, la scurt timp după ce brevetele anteriore cu o durată de 17 ani au expirat. Shockley a încercat inițial să construiască un FET funcțional, încercând să moduleze conductivitatea unui semiconductor, dar nu a reușit, în principal din cauza problemelor cu stările de suprafață, legatura suspendată și germaniu și cupru materiale compuse. În încercarea de a înțelege motivele misterioase din spatele eșecului lor de a construi un FET funcțional, i-au condus la Bardeen și Brattain să inventeze  tranzistorul cu contact punctiform în 1947, care a fost urmat de tranzistorul cu joncțiuni bipolară al lui Shockley.
Un JFET a fost brevetat pentru prima dată de Heinrich Welker în 1945. Un alt tranzistor inventat atunci a fost: 'Static Induction Transistor' (SIT), un tip de JFET cu un canal scurt, cunoscut sub denumirea de V-FET, care a fost inventat de inginerii japonezi Jun-ichi Nishizawa și Y. Watanabe în 1950. În urma dizertatiei teoretice al lui Shockley asupra tranzistrului JFET în 1952, un JFET practic funcțional a fost construit de George F. Dacey și Ian M. Ross în 1953.
Cu toate acestea, JFET a avut încă probleme similare celor care afectează tranzistoarele de joncțiune în general. 
Tranzistoarele clasice cu joncțiuni erau dispozitive relativ voluminoase care erau greu de fabricat ca producție în masă, ceea ce le limita la o serie de aplicații specializate. Tranzistorul cu efect de câmp cu poartă izolată (IGFET) a fost teoretizat ca o alternativă potențială la tranzistoarele de joncțiune, dar cercetătorii nu au putut să construiască IGFET-uri funcționale, în mare parte din cauza barierei supărătoare de stare de suprafață care a împiedicat câmpul electric extern să pătrundă. în material. De aceea, până la mijlocul anilor 1950, cercetătorii au renunțat în mare măsură la conceptul FET și s-au concentrat în schimb pe tehnologia tranzistoarele de joncțiune (BJT)..
Bazele tehnologiei MOSFET au fost puse prin munca lui William Shockley, John Bardeen și Walter Brattain. Shockley a imaginat în mod independent conceptul FET în 1945, dar nu a reușit să construiască un dispozitiv funcțional. În anul următor, Bardeen și-a explicat eșecul în termeni de stări de suprafață.(Stările de suprafață sunt stări electronice găsite la suprafața materialelor. Ele se formează datorită tranziției ascuțite de la materialul solid care se termină cu o suprafață și se găsesc doar la straturile atomice cele mai apropiate de suprafață. Terminarea unui material cu o suprafață duce la o schimbare a structurii benzii electronice de la materialul brut la vid. În potențialul slăbit de la suprafață, se pot forma noi stări electronice, așa-numitele stări de suprafață).
Bardeen a aplicat teoria stărilor de suprafață pe semiconductori (lucrarea anterioară asupra stărilor de suprafață a fost făcută de Shockley în 1939 și Igor Tamm în 1932) și a realizat faptul că, câmpul extern a fost blocat la suprafață din cauza electronilor suplimentari care sunt atrași de suprafața semiconductorului. Electronii devin prinși în acele stări localizate formând un strat de inversare. Ipoteza lui Bardeen a marcat nașterea la știința suprafețelor. Bardeen a decis apoi să folosească un strat de inversare în loc de stratul foarte subțire de semiconductor pe care Shockley îl imaginase în proiectele sale FET. Pe baza teoriei sale, în 1948 Bardeen a brevetat precursorul MOSFET, un FET cu poartă izolată (IGFET) cu un strat de inversare. Stratul de inversare limitează fluxul purtătorilor minoritari, crescând modulația și conductivitatea, deși transportul său de electroni depinde de izolatorul porții sau de calitatea oxidului, dacă este folosit ca izolator, depus deasupra stratului de inversare. Brevetul lui Bardeen, precum și conceptul de strat de inversare formează baza tehnologiei CMOS astăzi. În 1976, Shockley a descris ipoteza stării de suprafață a lui Bardeen „ca una dintre cele mai semnificative idei de cercetare din programul de semiconductor”.
După teoria stărilor de suprafață a lui Bardeen, trio-ul a încercat să depășească efectul stărilor de suprafață. La sfârșitul anului 1947, Robert Gibney și Brattain au sugerat utilizarea electrolitului plasat între metal și semiconductor pentru a depăși efectele stărilor de suprafață. Dispozitivul lor FET a funcționat, dar amplificarea a fost slabă. Bardeen a mers mai departe și a sugerat să se concentreze mai degrabă pe conductivitatea stratului de inversare. Experimentele ulterioare i-au determinat să înlocuiască electrolitul cu un strat de oxid solid, în speranța de a obține rezultate mai bune. Scopul lor a fost să pătrundă în stratul de oxid și să ajungă la stratul de inversare. Cu toate acestea, Bardeen a sugerat să treacă de la siliciu la germaniu și, în acest proces, oxidul lor a fost spălat din neatenție. Au dat peste un tranzistor complet diferit,  tranzistorul cu contact punctiform. Lillian Hoddeson susține că „dacă Brattain și Bardeen ar fi lucrat cu siliciu în loc de germaniu, ar fi dat peste un tranzistor cu efect de câmp de succes”.
Până la sfârșitul primei jumătați a anilor 1950, în urma lucrărilor teoretice și experimentale ale lui Bardeen, Brattain, Kingston, Morrison și alții, a devenit mai clar că există două tipuri de stări de suprafață. S-a descoperit că stările rapide ale suprafeței sunt asociate cu volumul și o interfață semiconductor/oxid. S-a descoperit că stările de suprafață lente sunt asociate cu stratul de oxid din cauza absorbției atomilor, moleculelor și ionilor de către oxidul din mediul ambiant. S-a constatat că acestea din urmă sunt mult mai numeroase și au timp de relaxare. La acea vreme Philo Farnsworth și alții au venit cu diverse metode de producere a suprafețelor semiconductoare curate atomic.
În 1955, Carl Frosch și Lincoln Derrick au acoperit accidental suprafața unui wafer de siliciu cu un strat de dioxid de siliciu. Ei au arătat că stratul de oxid a împiedicat anumiți dopanți să pătrundă în placheta de siliciu, permitând în același timp alții, descoperind astfel efectul de pasivizare al oxidării termice pe suprafața semiconductorului. Lucrările lor ulterioare au demonstrat cum să graveze mici deschideri în stratul de oxid pentru a difuza dopanți în zonele selectate ale plachetei de siliciu. În 1957, au publicat o lucrare de cercetare și și-au brevetat tehnica rezumărând munca lor. Tehnica pe care au dezvoltat-o este cunoscută sub denumirea de mascare cu difuzie de oxid, care mai târziu va fi folosită la fabricarea dispozitivelor semiconductoare de tip MOSFET. La Bell Labs, importanța tehnicii lui Frosch a fost imediat realizată. Rezultatele muncii lor au circulat în jurul laboratoarelor Bell sub formă de note interne BTL înainte de a fi publicate în 1957. La Shockley Semiconductor, Shockley a distribuit preprintul articolului lor în decembrie 1956 către întreg personalul de cercetare, inclusiv Jean Hoerni.
În 1955, Ian Munro Ross a depus un brevet pentru un FeFET sau MFSFET. Structura sa a fost ca cea a unui MOSFET modern cu canal de inversare, dar materialul feroelectric a fost folosit ca dielectric/izolator în loc de oxid. El l-a imaginat ca pe o formă de memorie, cu ani înainte de MOSFET-ul cu poartă flotantă. În februarie 1957, John Torkel Wallmark a depus un brevet pentru FET în care monoxidul de germaniu GeO a fost folosit ca dielectric de poartă, dar nu a urmărit ideea. În celălalt brevet al său depus în același an, el a descris o poartă dublă FET. În martie 1957, în caietul său de laborator, Ernesto Labate, om de știință de la Bell Labs, a conceput un dispozitiv similar cu MOSFET-ul propus ulterior, deși dispozitivul lui Labate nu a folosit în mod explicit dioxidul de siliciu ca un izolator.